# 하리스 벨케블라
하리스 벨케블라(아랍어: حارس بلقبلة, 프랑스어: Haris Belkebla, 1994년 1월 28일 ~ )는 리그 1 클럽 앙제에서 미드필더로 활약하고 있는 알제리의 프로 축구 선수이다. 프랑스에서 태어난 그는 알제리 국가대표팀을 대표해 왔다.

## 구단 경력
라쿠르뇌브 출신인 벨케블라는 불로뉴 유소년부에서 선수 생활을 시작한 뒤 2012년 발랑시엔에 입단했다. 2014년, 그는 투르와 아마추어 계약을 맺으며 입단했다. 2014년 8월 8일, 그는 1-0으로 패한 트루아 AC와의 원정 경기에서 리그 2 데뷔 전을 치렀다.
2018년 여름, 그는 스타드 브레스투아 29로 이적했다.
2023년 9월 12일, 벨케블라는 사우디아라비아 1부 리그의 오호드에 입단했다.
2024년 8월 18일, 그는 앙제와 2년 계약을 맺고 프랑스로 돌아왔다.

## 국가대표팀 경력
2012년 10월, 벨케블라는 2013년 아프리카 U-20 축구 선수권 대회를 준비하기 위해 알제리 U-20 국가대표팀에 처음으로 차출되었다.
그는 2019년 아프리카 네이션스컵을 통해 알제리 축구 국가대표팀에 소집되었지만 《포트나이트》를 하는 동료 알렉상드르 우키자의 생중계에 엉덩이를 보여줬다는 이유로 자멜 벨마디 감독에 의해 곧 팀에서 쫓겨났다. 그는 2019년 11월 14일 잠비아를 상대로 5-0으로 승리한 경기에서 알제리 축구 국가대표팀에 데뷔했다.